# Савинка (річка)
Савинка — річка в Україні, у Вишгородському та Бородянському районах Київської області. Права притока Здвижу (басейн Дніпра).

## Опис
Довжина річки 8 км[відсутнє в джерелі].

## Розташування
Бере початок на південному сході від Савенків, на місцевості «зелене багно» (поряд з с. Здвижівка). Тече переважно на північний захід і на сході від Шибеного впадає у річку Здвиж, праву притоку Тетерева.
Протікає територією Бородянської селищної територіальної громади.

## Похідні назви
Ярослав Дзира, досліджуючи козацький реєстр 1649 року, дійшов до висновку, що козацьке прізвище «Савинський» може походити від назви цієї річки.